# 喬治亞民主共和國
喬治亞民主共和國是第一個由喬治亞人建立的近代國家。

## 背景
自從1917年十月革命爆發、俄羅斯帝國瓦解後，喬治亞民主共和國與焉誕生。它的北邊和俄羅斯、庫班人民共和國及北高加索山區共和國接壤；南邊和東南邊則與亞美尼亞民主共和國、亞塞拜然民主共和國跟鄂圖曼帝國相鄰。領土面積約107600平方公里（現今的喬治亞面積為69700）。於1918年5月26日正式宣告成立。

## 歷史
獨立後不久，德國與鄂圖曼帝國隨即承認之。這個年輕的國家便把它置於德國的保護之下，並且將許多住有穆斯林的區域割讓給土耳其政府。德國的支持使格鲁吉亚得以擊退來自阿布哈茲的布爾什維克黨人。另一方面，由於英國的佔據，使巴統地區在1920年之前均未在喬治亞政府的控制之下，1918年12月25日，英國勢力也進入了提比利西。
格鲁吉亚與鄰國間的關係相當緊張。曾經跟亞美尼亞、鄧尼金所統轄的白軍以及亞塞拜然三方因領土糾紛而爆發多次軍事衝突。英國派出使節團試圖從中斡旋以整合所有反布爾什維克的力量。為了避免白軍直接穿越這個新興國家，英軍指揮官便率軍橫越高加索山加以抵禦，使白軍無從經過，同時也暫時舒緩了該國與亞塞拜然之間的衝突，並使兩國結成了同盟。

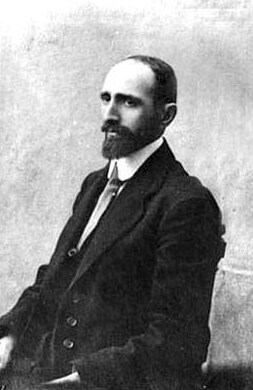
喬治亞民主共和國的首任總理諾伊·拉米什維利。1930年，他在巴黎被布爾什維克的間諜暗殺。

1919年2月14日，格鲁吉亚舉行首次國會大選，格鲁吉亚社会民主党以81.5%的得票率大獲全勝。3月21日，諾伊·佐丹尼亞組成了一個新政府。他開始與農民起義者進行談判，同時還需面對阿布哈茲及南奧塞梯的種族問題。
然而，這一連串的改革在俄羅斯卻也成為了孟什維克和布爾什維克兩派之間鬥爭的交鋒點。1919年司法改革完成，阿布哈茲被賦予自治權；但種族問題卻依然困擾著這個國家，尤其是1920年5月所發生的衝突。有心人士見狀便乘機操弄民族主義。
1919年10月至11月，格鲁吉亚各地爆发了武装起义，但被镇压。 由于国内和国际局势的恶化，格鲁吉亚政府被迫与俄罗斯苏维埃社会主义共和国缔结和平条约（1920年5月7日），要求与白军断绝关系，驱逐外国军队，使布尔什维克合法化。 谢尔盖·基洛夫被任命为全权代表，1920年5月，格鲁吉亚共产党（布尔什维克）成立（约20，000名党员）。 布尔什维克从地下活动中走出来，准备推翻政府。 1921年2月11日，起义开始，布尔什维克请求俄罗斯政府提供援助。 2月25日，在红军的支持下，格鲁吉亚革命会议控制了首都奇弗里斯，苏联派系建立了格鲁吉亚社会主义苏维埃共和国。 格鲁吉亚政府已迁至巴统，但国家军队于3月17日投降，3月18日，政府本身流亡国外。

### 疆域变化
- 格鲁吉亚民主共和国边界变化
- 格鲁吉亚民主共和国在1918年的疆域（格鲁吉亚語）
- 格鲁吉亚民主共和国最终的实际疆域（英語）